# آگنیشکا روبوتکا-میخالسکا
آگنیشکا روبوتکا-میخالسکا (لهستانی: Agnieszka Robótka-Michalska؛ زادهٔ ۱۲ ژوئن ۱۹۶۴) بازیگر اهل لهستان است.
از فیلم‌ها یا مجموعه‌های تلویزیونی که وی در آن‌ها نقش داشته‌است، می‌توان به داستان زنان، طایفه و خانواده جایگزین اشاره نمود.